# Daniel Ekedo
Daniel Vladmir Ekedo Chigozirim, meglio conosciuto come Ekedo (Lagos, 19 settembre 1989), è un calciatore nigeriano naturalizzato equatoguineano, centrocampista svincolato.